# Oranje Loper
De Oranje Loper is een project van de gemeente Amsterdam om de verbinding tussen het Centraal Station en het Mercatorplein in Amsterdam-West (via de route van tramlijn 13) een nieuwe inrichting te geven, waardoor het nu vaak rommelige straatbeeld wordt opgeschoond.
Dit project wordt uitgevoerd in navolging van de 'Rode Loper' tussen het Centraal Station en Amsterdam-Zuid, waarvan de uitvoering startte in 2013.
Het project 'Oranje Loper' heeft betrekking op de Nieuwezijds Voorburgwal, Raadhuisstraat, Rozengracht, De Clercqstraat, Admiraal de Ruijterweg en Jan Evertsenstraat.
De herinrichting van de Nieuwezijds Voorburgwal tussen de Martelaarsgracht en het Spui startte in 2019 en zou zeker twee jaar duren, maar liep uit tot in 2023. De overige werkzaamheden gingen van start vanaf 2021.
Opzet is om de ruimte voor het autoverkeer te verminderen en zo meer ruimte te creëren voor de trams, fietsers en voetgangers, waardoor de tram sneller kan doorrijden en er een aangenamere route voor langzaam verkeer ontstaat.
Onderdeel van het project is ook het vernieuwen van een aantal bruggen in deze route. Tussen de Dam en het Mercatorplein liggen negen bruggen van meer dan honderd jaar oud, waarvan de fundering in slechte staat verkeert. Brug 108 in de De Clercqstraat over de Da Costagracht werd in 2017/'18 al aangepakt, ook de andere bruggen moeten een opknapbeurt en/of vervanging ondergaan. Hierbij zal het historische uiterlijk worden gehandhaafd. Niet eerder werden zoveel bruggen in de stad in één project onder handen genomen. Dat betekent ook dat de werkzaamheden veel impact zullen hebben op de omgeving en het verkeer.
Vooruitlopend op de werkzaamheden aan de negen bruggen werden in 2022 al acht noodbruggen voor fietsers en voetgangers geplaatst, met gekleurde kunstwerken aan de zijkanten. In 2023 bleken zeven bruggen niet vervangen te hoeven worden, maar kan worden volstaan met een grote herstelbeurt. Slechts twee bruggen worden geheel vervangen (over de Singelgracht; nr. 167) en de Da Costakade; nr. 108). De start van de werkzaamheden werd uitgesteld tot najaar 2024. De werkzaamheden duren tot in 2027. Voor het tram- en busverkeer en ook het autoverkeer zijn er ingrijpende omleidingen omdat een groot deel van de genoemde straten en bruggen langdurig zijn afgesloten wegens werkzaamheden.
De aan te pakken bruggen zijn:
- 4 bruggen in de Raadhuisstraat: brug 8, brug 22, brug 106 en brug 63
- 2 bruggen in de Rozengracht: brug 117 en brug 167
- 2 bruggen in de De Clercqstraat: brug 108 (afronding) en brug 135
- 1 brug in de Jan Evertsenstraat: brug 359